# Sarah Glidden
Compléments
site web : http://sarahglidden.com
Sarah Glidden, née le 16 juin 1980, est une autrice de comics.

## Biographie
Sarah Glidden naît 16 juin 1980 à Boston dans une famille juive. Elle étudie à l'école des beaux-arts de l'université de Boston, spécialité peinture puis part s'installer à Brooklyn. 
En 2006, elle s'essaie aux comics alors qu'elle est en résidence à la Flux Factory, un collectif d'artistes installé dans le Queens. Elle commence par dessiner des comics qu'elle auto-édite et remporte pour ce travail un prix Ignatz. Elle part en Israël grâce à l'aide de Taglit-Birthright Israel qui finance des voyages de jeunes juifs en Israël. Elle utilise les souvenirs de ce voyage pour écrire la bande dessinée How to Understand Israel in 60 Days or Less publié par DC Comics dans la collection Vertigo en 2010. 
Cette même année elle part pour la Syrie avant le déclenchement de la guerre civile pour rendre compte du travail de journalistes américains. Elle transcrit ce voyage et aborde la question des réfugiés dans l'ouvrage Rolling Blackouts. En 2016, elle publie en ligne une bande dessinée consacrée à  Jill Stein, candidate écologiste pour les élections présidentielles américaines.

## Publications
- (en) How to understand Israel in 60 days of less, Vertigo, 2010, 206 p. (ISBN 978-1-4012-2234-5).
  - Comment comprendre Israël en 60 jours (ou moins) (trad. de l'anglais par Fanny Soubiran), Issy-les-Moulineaux, Steinkis, 2011, 206 p. (ISBN 979-10-90090-00-2).
- Rolling Blackouts : Dispatches from Turkey, Syria and Irak, Drawn & Quarterly, 2016, 288 p. (ISBN 978-1-77046-255-7).
  - Rolling Blackouts : Dépêches de Turquie, de Syrie et d'Irak (trad. de l'anglais), Grenoble, Glénat, coll. « 1000 Feuilles », 2017, 298 p. (ISBN 978-2-344-02219-1).